# Houari Ouali
Houari Ouali (en arabe : هواري والي) est un footballeur international algérien né le 14 septembre 1954 à Saint-Chamond en France et mort le 25 septembre 2010, à Aubière. Il évoluait au poste d'attaquant.

## Biographie
1- Son origine et son éducation
Houari Ouali, était un joueur de football talentueux, il a été le premier footballeur algérien né en France à rejoindre à la fois la sélection nationale algérienne et le championnat algérien de première division. il né le 14 septembre 1954 à Saint-Chamond, dans la Loire, et décédé le 25 septembre 2010, faisait partie d'une famille de huit enfants. Son père, Mohand Oud Slimane Ouali ne 1924 et  décédé le 25 janvier 2012, sa mere betitra Benamer née en 1928 et décédée le 30 mai 2015 . originaire de Taourirt en Algérie chef-lieu de la commune de Ait Djelil (Wilaya de Bejaia) , le père de Houari est installé à Saint-Étienne en 1940 pour travailler comme mineur dans la mine de charbon du Puit Couriot, afin d'offrir une vie meilleure à sa famille. Son travail dans les mines lui causera des problèmes pulmonaires graves. Houari grandit dans une famille modeste d'immigrés à Saint-Chamond, une petite ville ouvrière proche de Saint-Étienne.
Da Mohand Slimane Ouali élève ses enfants dans le respect et l’honneur d’être algérien. Il leur inculque le goût du travail et de l’abnégation, dans la dureté d’une vie d’ouvrier immigré et mineur de fond. Très vite, les fils Ouali « tâtent la balle » et c’est tout naturellement que Oualich commence à sortir du lot et à se faire remarquer par des recruteurs de l’époque, lors des différents tournois avec l’US l’Horme, premier club de ce futur joueur professionnel.
Les débuts de la carrière de Houari Ouali : de la sélection des cadets à l'éclat avec l'ASSE (AS Saint Etienne):
En avril 1970, à l'âge de 15 ans, Houari Ouali rejoint la sélection des cadets de l'ASSE et celle de la Loire, avec laquelle il remporte la coupe interdistrict. La même année, il intègre également la sélection des cadets du Lyonnais. Il signe un contrat de stagiaire professionnel avec l'ASSE et quitte sa famille pour rejoindre le centre de formation.
En 1971, il joue comme milieu offensif à l'ASSE et se distingue par son pied gauche et son jeu aérien. Il forme un trio offensif impressionnant avec Rocheteau et Bathenay.
En troisième division, il devient rapidement un titulaire essentiel dans l’équipe de réserve professionnelle, grâce à son jeu technique, ses dribbles, ses passes précises et sa maîtrise du ballon, il est souvent comparé à Rachid Mekhloufi, ce joueur qui a fait les beaux jours de Saint Etienne quelques années auparavant.
En 1973, Ouali brille avec l’ASSE, mais sa carrière prend un tournant lorsqu'on lui propose un poste de titulaire dans l’équipe première à condition qu’il prenne la nationalité française pour respecter les quotas de joueurs étrangers limités à seulement deux.
Houari Ouali fidèle à ses origines, refuse de renoncer à sa nationalité algérienne pour jouer en équipe première de l'ASSE, ce qui freinera plus tard sa carrière en première division. Entre 1974 et 1980, seulement 8 joueurs algériens nés en France ont joué dans le championnat français professionnel, principalement en deuxième division et Houari sera le premier d’entre eux.
Après sa déception avec l'ASSE donc, Houari Ouali se rend en Algérie soutenu par l’Amicale des Algériens en Europe (AEE), une organisation issue de la dissolution de la Fédération française du FLN. L'AEE, créée en 1962, organisait des compétitions sportives pour repérer des talents et les intégrer à l'équipe nationale. Houari signe avec le Mouloudia Club d'Oran (MCO) pour la saison 73-74. En tant que milieu de terrain (numéro 10), il réalise une excellente saison en championnat algérien, marquant de nombreux buts, dont un triplé lors du derby contre l’ASMO. Le MCO termine huitième du championnat, derrière l'ES Sétif, tandis que la JSK remporte le titre.
Au cours de la même saison, Ouali rejoint l’Équipe Nationale junior et remporte le tournoi international junior de Gant en Belgique avec Djamel Zidane. À 19 ans, il est appelé en Équipe Nationale A et dispute sa première sélection lors du tournoi international d’Algérie, affrontant la Yougoslavie et la RDA en février 1974, où il joue aux côtés de joueurs comme Gamouh et Hadefi. Il affrontera également l'équipe de Sheffield United FC le 1er mai de cette même année.
Après une saison en Algérie avec le MCO, Houari Ouali retourne en France et rejoint l'EDSM Montluçon, un club dirigé par René Gardien. Le club, fondé en 1934 et soutenu par l'usine Dunlop, est ancré dans le milieu ouvrier et attire une grande foule lors des matchs. Ouali, aux côtés de joueurs comme Jean-Marc Buffelard, Francisco Rubio et Louis Romier, brille au sein de l’équipe. Montluçon termine cinquième de son groupe en deuxième division et atteint les seizièmes de finale de la Coupe de France, où il affronte l'Olympique de Marseille.
En 1975 Houari part faire son service militaire à l’EMEPS de Beni Messous  et signe un contrat de deux ans avec le CRB, club très populaire en Algérie, qui a remporté de nombreux titres. Cette saison-là, le CRB réalise une belle performance en Coupe d'Algérie, atteignant les quarts de finale avant de s'incliner 2-1 contre le Mouloudia Olympique de Constantine (MOC). C'est le MCA qui remportera la Coupe cette année-là.
La confirmation d’un talent venu de France
Lors de sa deuxième saison (1976-77) avec le CRB, Houari Ouali et son équipe réalisent une excellente performance, finissant 2ème du championnat avec 15 victoires, 7 nuls et 4 défaites. Ils battent le MCA, champion en titre, 4-0 à l’aller et 2-1 au retour. En Coupe d’Algérie, ils battent le JSEl Biar 7-2 et l’AS BNA 8-0, avant d’être éliminés en demi-finales par la JSK. La JSK remporte la Coupe, mais le CRB la remportera l'année suivante.
Parallèlement, Houari joue avec l’Équipe Nationale militaire et se distingue lors de la Coupe du Monde militaire de 1975 et 1977. En 1976, il rencontre l’équipe de France de Michel Platini. Il est également sélectionné par Rachid Mekhloufi en Équipe Nationale A, faisant ainsi, de nouveau partie de la sélection algérienne.
Houari Ouali joue plusieurs matchs importants avec l’Équipe Nationale en 1976. Il affronte la Yougoslavie à Alger le 24 février, la RDA en Allemagne le 21 avril. Il joue également contre la Libye le 16 avril à Tripoli, lors des qualifications pour la Coupe du Monde 1978, et contre la Guinée le 2 mai au stade du 5 juillet. Ouali est aussi appelé en renfort par Rachid Mekhloufi dans l’Équipe Nationale pour un match contre le Red Star à Paris le 5 mai. Son dernier match avec les Fennecs a lieu contre la Libye les 8 et 10 septembre 1976.
le 1er novembre 1980, Houari Ouali participe à un match amical contre l’équipe nationale algérienne avec la sélection des émigrés, organisée par l’Amicale des Algériens en Europe. Ce match est organisé en solidarité avec les victimes du séisme du 10 octobre 1980 à Al Asnam (actuellement Chlef). Ouali joue aux côtés de Lamri Laachi, Rachid Messahel et Mustapha Dahleb, deux anciens joueurs du CRB.
1.1 1977-1980 : L’EDSM Montluçon, le club de coeur de Houari
De retour en Algérie, Houari Ouali, ne pouvant pas accéder aux niveaux supérieurs à cause de son refus de prendre la nationalité française, rejoint ses anciens coéquipiers à l'EDSM Montluçon, qui évolue alors en 3ème division. Beaucoup de joueurs issus de l'immigration choisissent des clubs moins prestigieux mais offrant sécurité et stabilité, avec un salaire décent, des horaires aménagés pour les entraînements, et une couverture sociale. En 1977, Montluçon monte en deuxième division en terminant premier de son groupe. . En 1978-1979, Montluçon termine 9ème et conserve sa place en deuxième division. Lors de sa dernière saison, en 1979-1980, Montluçon réalise un bon parcours en Coupe de France, s'inclinant en 32ème de finale contre le RC Strasbourg. Le jeu de Houari et ses qualités humaines sont toujours appréciés par ses anciens coéquipiers, pour le plus grand bonheur des supporters.
Saison 1980-1981 : la courte aventure avec le Paris FC
Houari Ouali rejoint le Paris FC pour la saison 1980-1981, un club qui a retrouvé son statut professionnel en 1976. L’équipe, dirigée par Roger Lemerre, termine 15ème en deuxième division et se maintient grâce à une victoire contre l’UES Montmorillon. Le Paris FC réalise une bonne performance en Coupe de France, mais est éliminé en 32ème de finale par le RC Strasbourg. En raison de lourdes dettes, le club est racheté et fusionne avec le Racing Club de France pour devenir le Paris FC 83. À la fin de la saison, Ouali décide de rejoindre l’AS Libourne pour continuer sa carrière dans le Sud-Ouest de la France.
De l’AS Libourne au SO Châtellerault, une fin de carrière chez les « ouvriers du football »
2.1 1981-1983 : l’AS Libourne
Houari a rejoint l'AS Libourne pour les saisons 1981-82 et 1982-83, alors en deuxième division. Le club, dirigé par André Menaut, offrait un environnement solidaire et humain, où les joueurs étaient bien traités. Libourne a terminé à la 14e place de son groupe lors des deux saisons et a atteint les 32ème de finale de la Coupe de France. Houari, malgré son âge, avait toujours le niveau pour jouer en D1 et a su séduire le public par son jeu. Il s'est lié d'amitié avec son coéquipier sénégalais Cherif Sène, renforçant ainsi les liens d'amitié et de solidarité. Après deux ans, Houari a laissé un souvenir indélébile à Libourne avant de répondre à une nouvelle offre
2 1983-1986 : une fin de carrière au SO Châtellerault
Houari Oualich rejoint le club SOC, évoluant en division d'honneur à son arrivée, et joue au stade de La Montée Rouge. Le SOC, fondé par des ouvriers de la Manufacture d'armes de Châtellerault, rappelle le passé ouvrier de Saint-Étienne. En 1983, à la fin de sa carrière, Houari semble se détacher len douceur du monde professionnel et choisit ce club simple mais historique. Il réalise des exploits marquants et semble être le meilleur élément de l’équipe. Grâce à des recrutements comme le sien, le SOC monte en troisième division après avoir terminé deuxième de son groupe lors de la saison 1983-84. La saison suivante, ils terminent 8ème de leur groupe, conservant leur place en D3 et enchaînent pour l’année 1985 86 sur une 14ème place en championnat de troisième division. Un an après et pour la première fois de son histoire, le SOC évoluera en deuxième division. En Aout 1986 Houari Ouali prend sa retraite et s’installe à Clermont-Ferrand avec sa petite famille. Il se reconvertit dans les assurances mais garde toujours un pied dans le monde du football puisqu’il devient entraineur au club d’Aubière tout en jouant dans les rangs amateurs. C’est ainsi qu’il transmettra son amour du football et sa technique imparable à de nombreux jeunes durant plusieurs saisons.

### Conclusion
Houari a donc été le premier de sa génération (algérien natif de France) à passer professionnel en France, mais aussi le premier à intégrer le championnat algérien ainsi que les selections nationale algérienne junior, civile et militaire. C’est plus de 90 matchs en championnat algérien et 3 phases finales de Coupe d’Algérie, c’est 9 matchs avec l’équipe nationale A, 4 avec les juniors et autant avec la selection militaire.
En france il réalisa près de 200 matchs en deuxième division, ainsi que 4 phases finales de Coupe de France.
Houari Ouali appartient à l’histoire du football français et algérien, mais aussi à l’histoire de l’immigration algérienne en France, avec ses nombreux défis identitaire à relever et ses obstacles à surmonter.